# Hydractinia uniformis
Hydractinia uniformis är en nässeldjursart som beskrevs av Stampar, Tronolone och Morandini 2007. Hydractinia uniformis ingår i släktet Hydractinia och familjen Hydractiniidae. Inga underarter finns listade i Catalogue of Life.